# Ансамбль Ходжа-Ахрар
Ансамбль Ходжа-Ахрар — комплекс сооружений мемориального, культового и духовно-просветительского назначения, сложившийся в XV—XX веках на окраине древнего кладбища Джакердиза в южной пригородной зоне города Самарканда (Республика Узбекистан). Коренная перестройка ансамбля, полностью изменившая его первоначальный вид, была осуществлена в первой половине XVII века. Дополнения были сделаны в XIX и XX веках. Возникновение ансамбля связано с именем крупного религиозного и государственного деятеля Мавераннахра шейха Насыр ад-дина Убайдаллаха ибн Махмуда Шаши, более известного под именем Ходжи Ахрара Вали. Его могила, которая находится на территории комплекса, является одной из самых почитаемых святынь ислама в Средней Азии.

## История
Начало строительству культовых сооружений в селении Кафшир к югу от Самарканда положил сам Ходжа Ахрар. Во второй половине XV века он построил здесь ханаку, которая получила название махаутаи-муллаян (Место обитания мулл). Территория вокруг суфийского общежития была обнесена каменной стеной, а напротив здания был вырыт восьмиугольный бассейн-хауз. Ханака Ходжи Ахрара лежала на одной оси с хаузом, а её боковые фасады были параллельны граням бассейна. Здание не сохранилась до наших дней, однако точно установлено, что большая его часть была встроена в медресе XVII века. Есть основания полагать, что купольное здание мечети при медресе первоначально также являлось частью ханаки Ходжи Ахрара. Насыр ад-дин Убайдаллах умер в 1489 году и был похоронен в южной части построенного им комплекса. По приказу тимуридских правителей над могилой Ходжи Ахрара была установлена стела из белого мрамора. Вырезанная на ней эпитафия относится к числу шедевров исламской каллиграфии. Почти сразу могила хазрати-имама стала объектом поклонения, а рядом с дахмой внутри окружавшей комплекс стены стали появляться захоронения знатных самаркандцев.
Следующий этап формирования ансамбля связан с именем влиятельного при дворе бухарского хана сановника из узбекского рода арлат Надира Мирзаи Тагая диван-беги. В 1630/1631 году рядом с мазаром Ходжи Ахрара визирь Имамкули-хана начинает строительство большого медресе, используя для этого элементы ханаки. Дворовые фасады медресе сохранили имена непосредственных исполнителей воли всесильного царедворца: главным зодчим был Дуст Мухаммед, а руководил строительными работами усто Ходжа Хашим. Строительство духовного учебного заведения было завершено в 1635/1636 году. В то же самое время в непосредственной близости от мазара была воздвигнута летняя мечеть. Не позднее начала XIX века к ней были пристроены зимняя мечеть и второй летний айван, которые теперь составляют центральную часть вытянувшейся в один ряд группы культовых построек.
В дальнейшем работы на территории комплекса носили скорее восстановительный характер. Медресе Надира диван-беги сильно пострадало от землетрясения начала XIX века. Частично осыпалась декоративная облицовка здания, растрескались своды худжр, обрушился купол мечети при медресе. Ремонт пострадавших конструкций был выполнен во второй половине XIX века. Также были до основания разобраны остатки барабана купола мечети, а образовавшийся в крыше проём был перекрыт деревянным потолком. Землетрясение 1907 года имело значительно более тяжёлые последствия. Юго-восточная часть медресе была почти полностью разрушена. Здание утратило почти всё декоративное оформление. Осыпалась уникальная мозаика тимпана входного портала, а сама конструкция отклонилась от оси на один метр. Спешные укрепительные работы уже не могли спасти положение. Мастера начала XX века полностью разобрали готовые в любой момент обрушиться верхние части порталов и заменили их простой кирпичной кладкой. Наспех проведённый ремонт уцелевших худжр внёс дополнительные искажения в первоначальный облик здания. Из новых сооружений в этот период на территории комплекса появилась группа подсобных помещений и небольшой минарет, возведённый в 1909 году зодчим Сагдуллой, а также были заново расписаны айваны мечетей.
Реставрация ансамбля Ходжа-Ахрар началась в 1978 году. Ей предшествовала многолетняя и кропотливая работа по восстановлению первоначального облика медресе Надира диван-беги. На основании сохранившихся описаний здания, обнаруженных в архивах фотографий XIX века и анализа немногих уцелевших элементов декора специалистам Узбекского научно-исследовательского и проектно-изыскательского института реставрации удалось почти полностью воссоздать внешний вид здания. Реставрационные работы были проведены реставраторами Самаркандских специальных научно-реставрационных производственных мастерских под руководством усто Абдугаффара Хаккулова. В 2007 году в здании медресе начал работу Музей-мастерские народных промыслов Узбекистана.

## Особенности архитектуры
Ансамбль Ходжа-Ахрар является образцом решения задачи по объединению в единый архитектурный комплекс строений, имеющих разнонаправленные оси. Рациональное использование территории в сочетании с умелой организацией пространственных зон позволили архитектору объединить композицию вокруг одного ядра, которым стал древний хауз.

### Медресе Надира диван-беги
Медресе Надира диван-беги имеет традиционную для зданий подобного типа планировку в виде четырёхайванного двора, окружённого одноэтажными хужрами, но в то же время имеет одно уникальное отличие. В медресе отсутствуют угловые лекционные залы — дарсханы. Вместо этого углы здания оформлены в виде пятигранных ниш, которые имеют дверные проёмы, ведущие в худжры (кроме юго-западного угла). Замена дарсхан нишами была вынужденной и являлась результатом пристройки медресе к ханаке Ходжи Ахрара. Необычна также общая асимметрия здания, обусловленная скосом снаружи его юго-восточного угла. Строители медресе вынуждены были учесть существование проходившей здесь ритуальной тропы, ведущей к мазару. В первой половине XIX века к этой части стены медресе пристраивалось небольшое привратное сооружение — дарвазахана, от которого начинался путь к месту упокоения Ходжи Ахрара.
Главный входной портал находится на восточном фасаде медресе. Он сделан в виде П-образной рамы, украшенной геометрическим узором — гирихом, выполненным из глазурованных кирпичиков и наборных каменных мозаик. В основании портала мраморная панель, на пилонах — мозаичные панно с растительными узорами. Особый интерес представляет тимпан входного портала. Его узор отображает сцену охоты тигро-льва на джейрана. Похожий мотив имеется на медресе Шердор на площади Регистан, вследствие чего медресе Надира диван-беги в народе было прозвано «зеркалом Шердора» и «внешним Шердором».
На одной оси со входным порталом расположена мечеть. Это строение портально-купольной композиции. Квадратное в плане помещение мечети с глубокими нишами перекрыто украшенным голубыми плитками сферо-коническим куполом, который лежит на высоком цилиндрическом барабане. В западной нише находится мозаичный михраб. Через боковые ниши в обе стороны открываются проходы в двухкамерные галереи, перекрытые небольшими куполами. Портал мечети отличается от входного портала более стройными пропорциями. Его углы фланкированы трёхчетвертными стилизованными колонами, украшенными спиралевидным узором. На пилонах в декоративных нишах панно с растительным орнаментом со стилизованными букетами в фигурных вазах. На тимпане портала растительный мозаичный узор.
Айваны северного и южного фасадов медресе также оформлены порталами. Северный айван глухой и снаружи не обозначен. Южный айван, напротив, имеет сквозной проход, ведущий во двор комплекса, и снаружи также оформлен порталом. По бокам айванов имеются секции одноэтажных худжр, которые на южном фасаде имеют выходы во двор комплекса. Всего в медресе имеется двадцать семь худжр. В декоре двора медресе использованы наборы из глазурованных кирпичей и мраморные панели в основании стен. В оформлении тимпанов порталов и малых тимпанов худжр применены кашинные мозаики с несложными растительными узорами. Аналогичное оформление когда-то имели крылья южного и левое крыло восточного фасадов. Общая площадь медресе 84,5х50 метров.

### Мечеть Ходжа-Ахрар
Мечеть Ходжа-Ахрар — это комплекс чередующихся открытых айванов и закрытых помещений различного назначения, втянутых в одну линию с юга на север. Длина комплекса чуть больше 60 метров, ширина от 6 до 13 метров. Самый близкорасположенный к зданию медресе айван — современная постройка. Расположенная в южном крыле комплекса в непосредственной близости от мазара секция с закрытым зимним помещением относится к XVII веку. Её деревянный айван с кессонированным потолком опирается на боковые кирпичные стены сооружения и две деревянные колонны с мраморными базами и сталактитовыми капителями. В основании стен — керамическая панель с фрагментами майолики, в которую встроен михраб. В декоративном оформлении преобладают тёмно-синие цвета с вкраплениями жёлтого, оранжевого и белого цветов. Общая стилистика оформления секции, применённые для её отделки материалы и орнаменты мозаичных узоров говорят о том, что сооружение было построено в одно время с медресе Надира диван-беги. В северной стене секции имеется дверной проём, ведущий в закрытое зимнее помещение. Оно несколько ниже потолка айвана. Лицевой фасад этого сооружения расчленён двумя арками. Геометрический узор его наружного декоративного оформления является продолжением орнамента айвана.
Датировка зимней мечети и центрального летнего айвана затруднительна, так как эта часть была существенно перестроена в XX веке. Квадратный в плане айван секции с трёх сторон опирается на кирпичные стены, а его центральная часть поддерживается шестью спаренными деревянными колоннами. Первая пара имеет расписные сталактитовые капители. Рельеф потолка айвана образован множеством мелких расписных планок в промежутках между балками, звёздчатым кессоном — хавзаком и кассетой с деревянными сталактитами. В западной стене секции обустроен михраб. В её боковых стенах с обеих сторон имеются входы в смежные крытые помещения. Стены оформлены арочными нишами со вставками мозаики на тимпанах. Напротив айвана на берегу хауза XV века установлен пятиметровый минарет, имеющий шестигранное сечение.